# Trachemys decorata
La tortuga de La Española (Trachemys decorata) o tortuga dominico-haitiana es una especie de tortuga de la familia Emydidae. Sólo se encuentra en las islas del Caribe: República Dominicana, Haití, Cuba y Puerto Rico. Se considera que su estado de conservación es vulnerable.
A diferencia de Trachemys scripta de América del Norte no tiene manchas rojas en la cabeza. Tiene rayas oscuras en el cuello y la cola. El caparazón es de color marrón y la parte inferior es de color amarillo. Tiene una dieta que consiste en insectos (grillos), peces, vegetación, etc.[cita requerida]